# Michael Mantell
Pour les articles homonymes, voir Mantel.
Michael Mantell est un acteur américain.

## Biographie
Michael Mantell est un acteur qui est apparu dans plus de 100 films et séries télévisées et a notamment joué des seconds rôles dans les films Les Coulisses de l'exploit (1988), Quiz Show (1994), Mafia parano (2000), A.I. Intelligence artificielle (2001), Thank You for Smoking (2005), Ocean's Thirteen (2007) et Les Marches du pouvoir (2011).

## Filmographie

### Cinéma
- 1984 : The Brother from Another Planet : Mr Love
- 1987 : Matewan : Doolin
- 1988 : Les Coulisses de l'exploit : Abe Attell
- 1991 : City of Hope : Zimmer
- 1992 : Passion Fish : Dr Kline
- 1993 : Chassé-croisé : Aaron Holder
- 1994 : Quiz Show : Pennebaker
- 1996 : Pluie de roses sur Manhattan : Sam
- 1999 : Situation critique : Taylor Woods
- 2000 : Mafia parano : Dr. Jeff Bleckner
- 2000 : Les Âmes perdues : Kleiman
- 2001 : A.I. Intelligence artificielle : Dr Frazier
- 2002 : La Secrétaire : Stewart
- 2005 : Sexcrimes 3 : Theo Bloom
- 2005 : Thank You for Smoking : Dr Meisenbach
- 2005 : Burt Munro : Glenn
- 2007 : Ocean's Thirteen : Dr Stan
- 2010 : Cash : M. Dale
- 2011 : Les Marches du pouvoir : le Sénateur Pullman

### Télévision
- 1990 : Matlock (série télévisée, saison 4 épisode 14) : Jimmy Newton
- 1995 : Space 2063 (série télévisée, 4 épisodes) : Howard Sewell
- 1997 : Ally McBeal (série télévisée, saison 1 épisode 1) : Joseph Shapiro
- 1999 : X-Files : Aux frontières du réel (série télévisée, saison 6 épisode Entre chien et loup) : Dr James Riley
- 2000 : Urgences (série télévisée, saison 6 épisode 12) : M. Spencer
- 2000 : Angel (série télévisée, saison 1 épisodes 1 et 17) : Oliver Simon
- 2003 : 24 heures chrono (série télévisée, saison 2 épisode 14) : Steve Hillenburg
- 2003 : Les Experts (série télévisée, saison 3 épisode 21) : Dr Stevens
- 2005 : Médium (série télévisée, saison 1 épisode 10) : Nyles
- 2005 : Bones (série télévisée, saison 1 épisode 7) : Larry Carlyle
- 2006 : FBI : Portés disparus (série télévisée, saison 5 épisode 10) : James Corwin
- 2007 : How I Met Your Mother (série télévisée, saison 2 épisode 21) : Ben
- 2008 : Monk (série télévisée, saison 7 épisode 9) : Frère Andrew
- 2014 : Mentalist (série télévisée, saison 6 épisode 12) : Leo Drembelas